# Dolf van Stapele

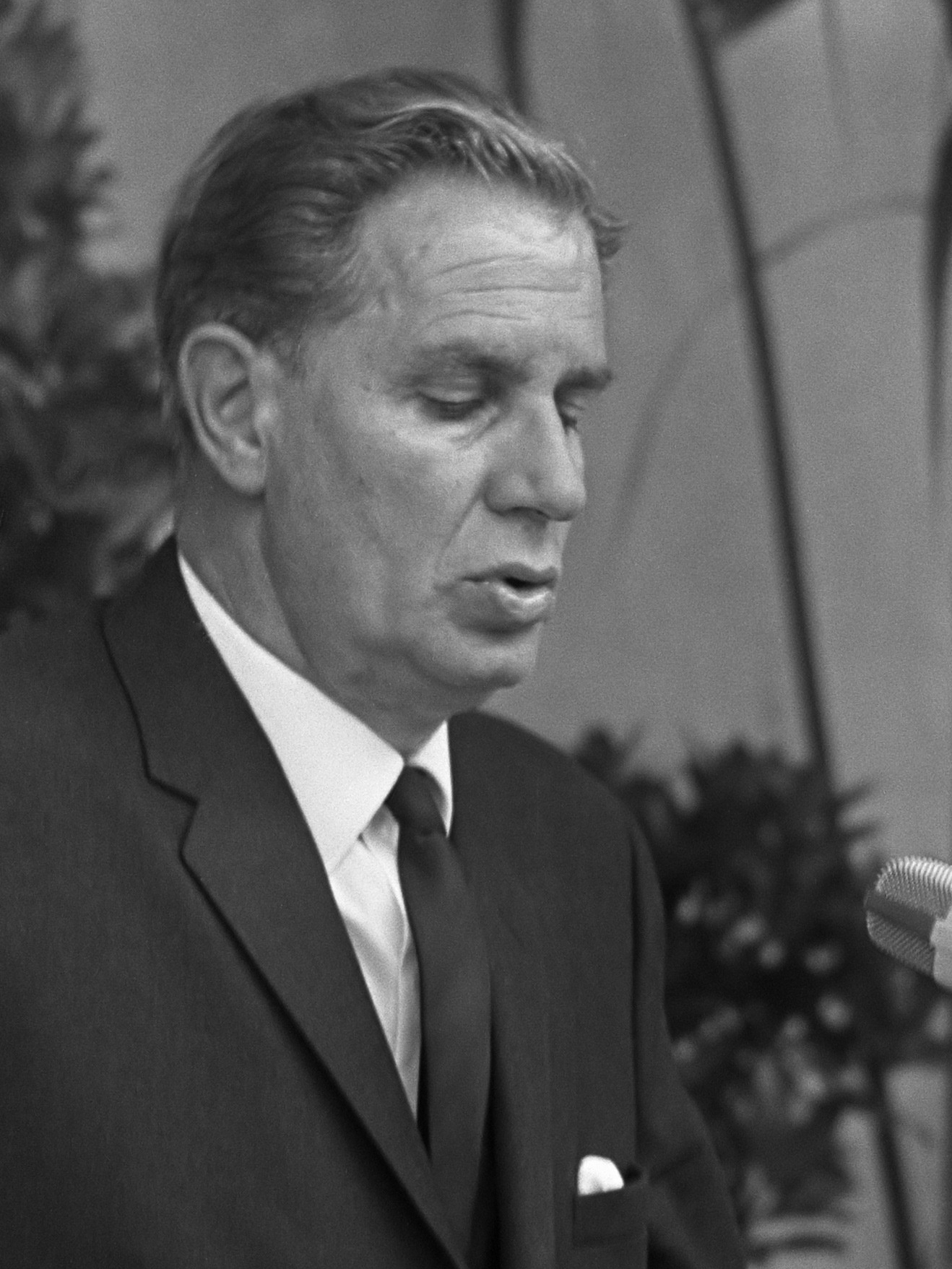
Mr. J.C.H.A. van Stapele (1968)

Johannis Coenradus Herman Adolph (Dolf) van Stapele (Amersfoort, 12 mei 1917 - Amstelveen, 31 oktober 1973) was directeur van de Luchthaven Schiphol van 1960 tot 1973.
Hij is afgestudeerd in de rechten aan de Rijksuniversiteit Utrecht.
Na aanvankelijk als directiesecretaris gewerkt te hebben bij het havenbedrijf van de gemeente Amsterdam en later als directiesecretaris en onderdirecteur, trad hij in 1960 toe tot de directie (economische/juridische zaken) van de luchthaven. Hij volgde Jan Dellaert op, die de voorbereidingen voor de ontwikkeling van het nieuwe stationsareaal van Schiphol had ingezet. Samen met zijn mededirecteur Sam de Mul (vliegtechnische zaken), was hij verantwoordelijk voor de totstandkoming van het "nieuwe Schiphol". 
Met de keuze van de architectenteams Duintjer, bureau Wegener en het adviesbureau NACO en het opdragen van de afbouw van het stationsgebouw aan de interieurarchitect Kho Liang Ie, werd een historische stap gezet in de mondiale ontwikkeling van stationsgebouwen. Het nieuwe stationsgebouw van Schiphol werd daarna jaar na jaar gekozen tot het beste luchthavengebouw in de wereld. Nadat aanvankelijk de pers sceptisch was over de ambitieuze plannen van Schiphol (veel te groot), bleek al gauw dat Schiphol de gebouwde meters hard nodig had. Vele uitbreidingen waren al "voorzien" in het tangiale plan en zijn nu grotendeels gerealiseerd (architecten Benthem Crouwel/interieur Kho Liang Ie ass). Een tweede noviteit bij de bouw van het nieuwe areaal was de introductie van de "Avio-bridge". Deze beweegbare en in hoogte instelbare loopbruggen naar het vliegtuig waren een noviteit van Schiphol die later op de meeste grote vliegvelden in de wereld zouden worden toegepast.
Behalve het aansturen van de bouw van het nieuwe luchthavenareaal heeft Van Stapele de juridische structuur van de organisatie aangepast en werd Schiphol een N.V. Luchthaven Schiphol. Met de Nederlandse Staat en de gemeenten Rotterdam en Amsterdam als aandeelhouders kon deze organisatie zich verder ontwikkelen tot wat nu de Schiphol Group is. 
Eind 1973 overleed Van Stapele op 56-jarige leeftijd in het Amstelveense Tulpziekenhuis na een kortstondig ziekbed. Zijn mede-directeur De Mul was eerder in 1969 overleden bij een verkeersongeval. 
Van Stapele werd opgevolgd door Duco Riemens (1974-1978).